# チョイジンラマ寺院博物館

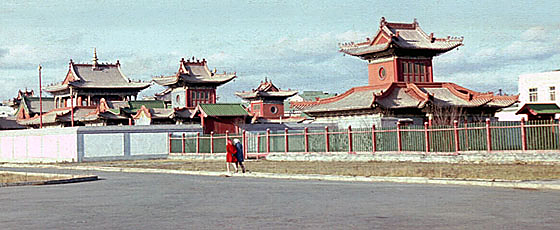
チョイジンラマ寺院

チョイジンラマ寺院博物館（モンゴル語: Чойжин ламын сүм музей、英語: Choijin Lama Temple）はモンゴルのウランバートルにある博物館。スフバートル広場の少し南に位置している。
もともとは、1908年に8代ジェプツンダンバ・ホトクトのボグド・ハーンの弟のために建てられた寺院である。チベット仏教の仮面舞踊の祭典、ツァム祭がスターリン政権下で禁止された際に最後に行われた寺院であった。1993年にツァム祭の風習は復活しており、博物館には祭事の仮面といった道具が陳列されている。

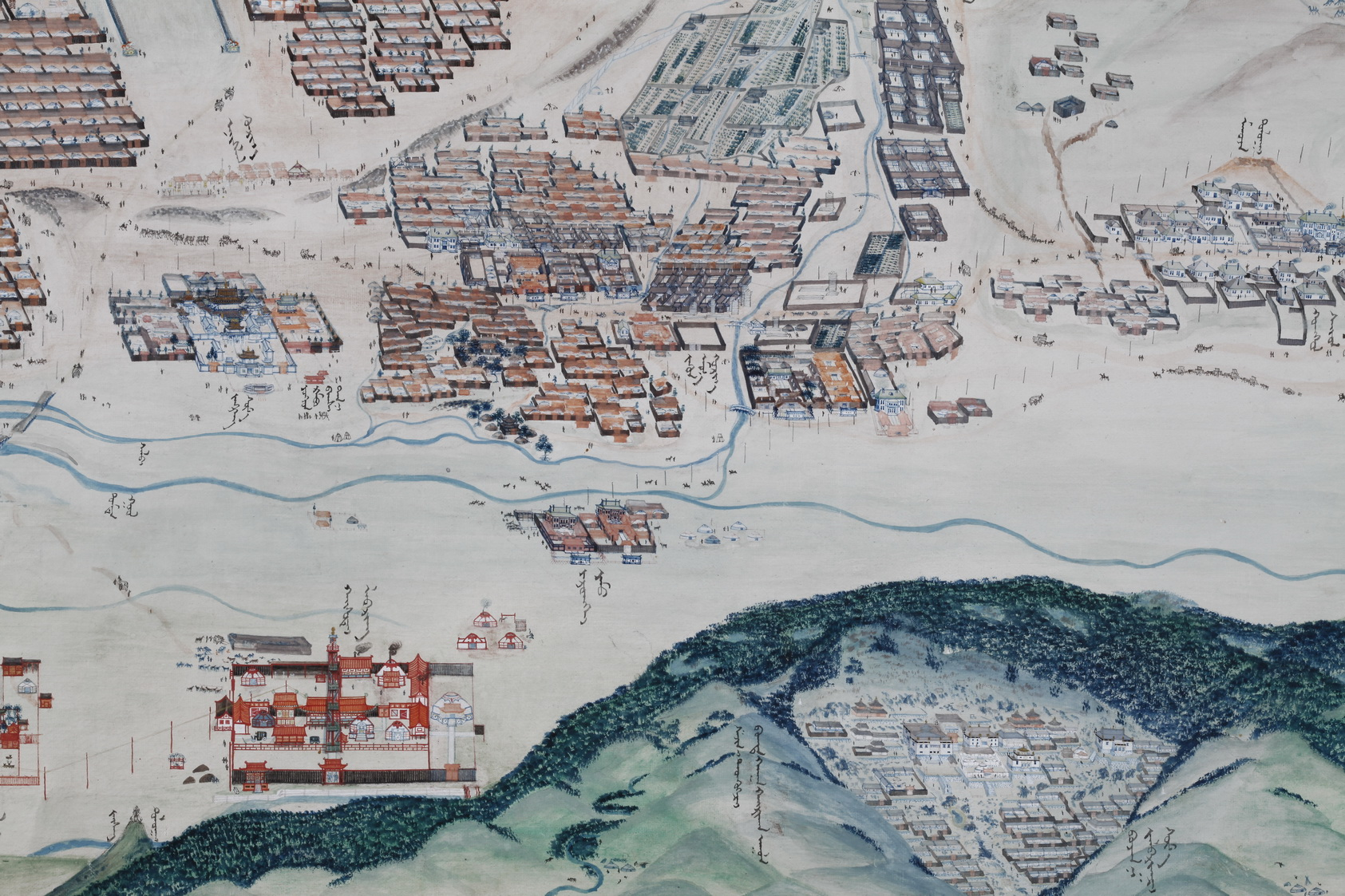
古地図 左側の白い寺院
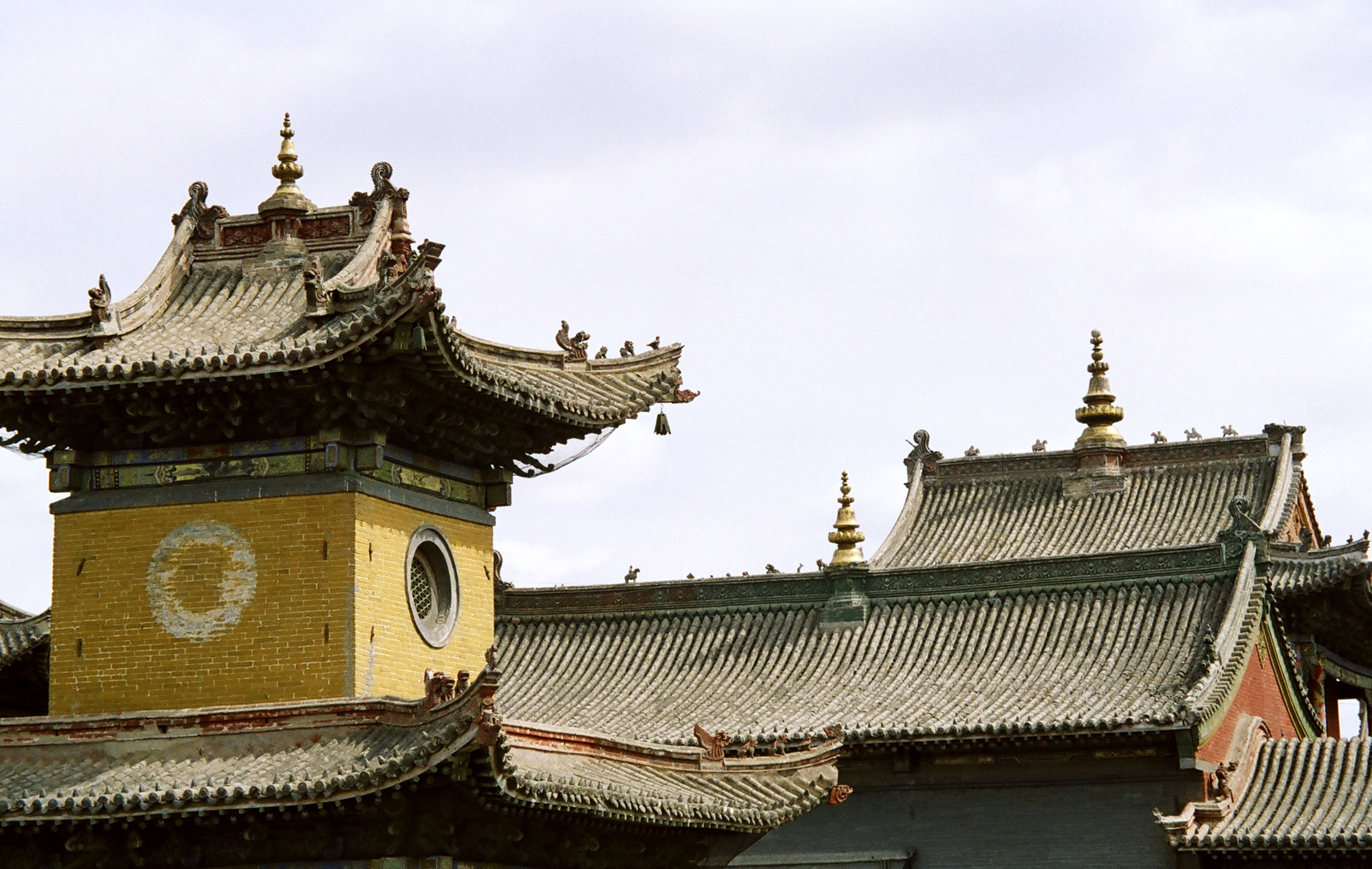
伽藍の景観
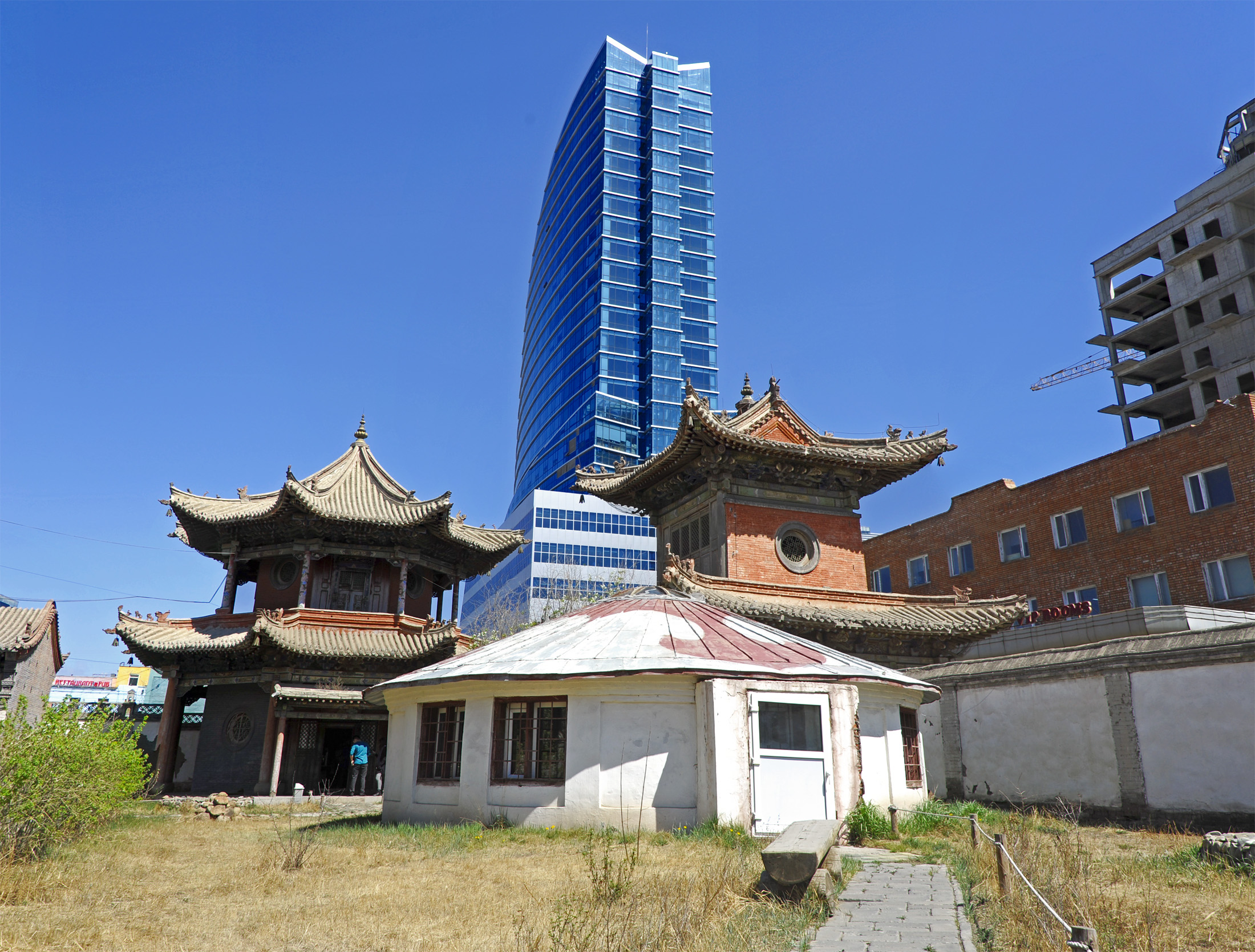
高層ビルに囲まれている